# Ducula melanochroa
Ducula melanochroa е вид птица от семейство Гълъбови (Columbidae).

## Разпространение
Видът е разпространен в Папуа Нова Гвинея.